# 1674 en musique classique
| \| • Retour à la chronologie générale de la musique classique • \| |
| Grèce • Rome • Haut Moyen Âge • VIIIe siècle • IXe siècle • Xe siècle • XIe siècle XIIe siècle • XIIIe siècle • XIVe siècle • XVe siècle • XVIe siècle • XVIIe siècle XVIIIe siècle • XIXe siècle • XXe siècle • XXIe siècle |
| • Retour à la chronologie générale de la musique classique • |

| Années en musique classique : 1671 - 1672 - 1673 - 1674 - 1675 - 1676 - 1677    |
| Décennies en musique classique : 1640 - 1650 - 1660 - 1670 - 1680 - 1690 - 1700 |

## Événements
- 2 janvier : Alceste, ou le Triomphe d'Alcide, opéra de Lully.
- La plus importante maison d'édition musicale des Pays-Bas espagnols, celle de Pierre Phalèse, fondée en 1545 et, en 1674, gérée par Maria, la fille de Pierre Phalèse le Jeune, cesse ses activités.

## Œuvres
- Cantiones sacræ (Chants sacrés), de Carolus Hacquart.
- Instrucción de música sobre la guitarra española (Traités des règles musicales pour la guitare espagnole), de Gaspar Sanz.

## Naissances
- 12 janvier : Reinhard Keiser, compositeur allemand († 12 septembre 1739).
- 21 février : Johann Augustin Kobelius, musicien, compositeur et maître de chapelle saxon († 17 août 1731).
- 29 septembre : Jacques-Martin Hotteterre, compositeur et flûtiste français († 16 juillet 1763).
- 23 novembre : Pierre Du Mage, organiste français († 2 octobre 1751).

Date indéterminée :
- Jeremiah Clarke, compositeur anglais († 1er décembre 1707).
- Pierre Rameau, maître à danser français († 1748).

## Décès
- 12 janvier : Giacomo Carissimi, compositeur italien (° 18 avril 1605).
- 24 février : Matthias Weckmann, compositeur allemand (° 1616).
- 14 juillet : Pelham Humfrey, compositeur anglais (° 1647).

Date indéterminée :
- Giovan Battista Ferrini, compositeur, organiste et claveciniste italien. (° 1601).